# Barleria samhanensis
Barleria samhanensis là một loài thực vật có hoa trong họ Ô rô. Loài này được Knees, A.G.Mill. & A.Patzelt mô tả khoa học đầu tiên năm 2007.